# 2,3,4,5,6,7,8,9-八羥基壬醛
2,3,4,5,6,7,8,9-八羥基壬醛（IUPAC名：2,3,4,5,6,7,8,9-octahydroxynonanal）是一類壬醛糖。共有128種鏡像異構物，例如L-核-D-甘露壬糖等。

## 命名
2,3,4,5,6,7,8,9-octahydroxynonanal的詞幹nonan-代表其為壬烷衍生物。-al後綴代表醛基。該分子的主幹為壬醛。醛基碳為1號碳。hydroxy-前綴代表羥基。 octa-前綴修飾了羥基數量，為八羥基。 2,3,4,5,6,7,8,9為羥基的位置。因為壬醛糖有七個手性中心，因此該分子有27=128個鏡像異構物。